# Sciades hongkongensis
Sciades hongkongensis là một loài bọ cánh cứng trong họ Cerambycidae.